# Sambirano
A Sambirano folyó Madagaszkár északnyugati részén ered. A folyó útja során északnyugati, nyugati irányban halad, és Madagaszkár északnyugati partvidékén, Dianától északra torkollik az Indiai-óceánba. E vízfolyás vezeti le a Tsaratanana-hegység északnyugati hegyoldalaira hullott csapadékot. Deltatorkolata 250 km²-t tesz ki. A folyót főleg erdők és bozótosok veszik körül, ahol számos őhonos faj él, mint például a Sambiranói bambuszmaki.

## Fordítás
- Ez a szócikk részben vagy egészben  a   Sambirano River című angol Wikipédia-szócikk ezen változatának fordításán alapul.  Az eredeti cikk szerkesztőit annak laptörténete sorolja fel. Ez a jelzés csupán a megfogalmazás eredetét és a szerzői jogokat jelzi, nem szolgál a cikkben szereplő információk forrásmegjelöléseként.